# Dasypogon quadrinotatus
Dasypogon quadrinotatus là một loài ruồi trong họ Asilidae. Dasypogon quadrinotatus được Bigot miêu tả năm 1878.